# Durangonella
Durangonella é um género de gastrópode  da família Hydrobiidae.
Este género contém as seguintes espécies:
- Durangonella coahuilae